# Helius (Helius) stenorhynchus stenorhynchus
Helius (Helius) stenorhynchus stenorhynchus is een ondersoort van de tweevleugelige Helius (Helius) stenorhynchus uit de familie steltmuggen (Limoniidae). De ondersoort komt voor in het Oriëntaals gebied.